# روکسی راکر
روکسی راکر (انگلیسی: Roxie Roker؛ ۲۸ اوت ۱۹۲۹ – ۲ دسامبر ۱۹۹۵) یک هنرپیشه اهل ایالات متحده آمریکا بود. او نقش هلن ویلس را در سریال جفرسون‌ها (۱۹۷۵–۱۹۸۵) به تصویر کشیده‌است.
از فیلم‌ها یا برنامه‌های تلویزیونی که وی در آن نقش داشته است می‌توان به کلودین اشاره کرد.